# Richard Titmuss
Richard Morris Titmuss (16 de octubre de 1907–6 de abril de 1973), conocido como Richard Titmuss, fue un investigador social y profesor británico.

## Biografía
Fundó la disciplina académica de la administración social (ahora conocida en gran medida en las universidades como política social) y ocupó la cátedra fundadora de la London School of Economics.
Sus libros y artículos de la década de 1950 ayudaron a definir las características del estado de bienestar de Gran Bretaña después de la Segunda Guerra Mundial (la sociedad de bienestar), de manera paralela a las contribuciones de Gunnar Myrdal en Suecia. Fue nombrado catedrático en Política Social en la LSE, que actualmente ocupa Julian Le Grand.
La asociación de Titmuss se extendió más allá de la British Eugenics Society, para abarcar otras conexiones personales e intelectuales.
Es también premiado por la conferencia anual Richard Titmuss Conferencia Conmemorativa en el Paul Baerwald Escuela de Trabajo Social en la Universidad hebrea de Jerusalén, Israel.

## Obras
Entre sus obras principales se encuentran las siguientes:
- Problems of Social Policy,[1] - 1950.
- Essays on the Welfare State - 1958.
- Income Distribution and Social Change - 1962.
- Commitment to Welfare - 1968.
- The Gift Relationship: From Human Blood to Social Policy (1970). Reimpreso por New Press, ISBN 1-56584-403-3 (publicado con nuevos capítulos en 1997, John Ashton & Ann Oakley, LSE Books)
- Social Policy. An Introduction. Editado por Brian Abel-Smith y Kay Titmuss. George Allen & Unwin (Publishers) Ltd. London. 1974.

También hay colecciones de sus lecturas y sus artículos:
- Titmuss, Richard (2001).  Oakley, Ann; Alcock, Peter; Glennerster, Howard et al., eds. Welfare and wellbeing: Richard Titmuss's contribution to social policy. Bristol (England): Policy Press. ISBN 9781861342997. OCLC 5104775528.
- Titmuss, Richard (2004).  Oakley, Ann; Barker, Jonathan, eds. Private complaints and public health: Richard Titmuss on the National Health Service. Bristol (England): Policy Press. ISBN 9781861345608. OCLC 538212726.